# Gamera - Daikaijū kūchū kessen
Gamera - Daikaijū kuchu kessen (ガメラ 大怪獣空中決戦? lett. "Gamera - Battaglia aerea con il grande mostro"), noto in inglese come Gamera: Guardian of the Universe,  è un film del 1995 diretto da Shūsuke Kaneko, primo film della trilogia Heisei dedicata alla tartaruga gigante Gamera.

## Trama
1995: uno strano oggetto galleggiante naviga nell'Oceano Pacifico, causando danni a varie imbarcazioni. Un gruppo di studiosi sbarca sull'oggetto alla deriva e scopre un amuleto ed una lastra di pietra con tanto di iscrizioni. La traduzione del testo rivelerà che l'oggetto è Gamera, una tartaruga gigante creata dagli atlantidei per combattere mostri vampiri simili a pterosauri, frutto dell'ingegneria genetica, chiamati Gaos.
Contemporaneamente, tre Gaos appaiono nell'arcipelago di Goto, provocando varie devastazioni. La dottoressa Mayumi Naganime, rischiando la vita, riesce ad osservare i mostri. Viene tesa una trappola ai kaijū all'interno dello stadio di Fukuoka mediante una gran quantità di carne, ma grazie al loro raggio ultrasonico i Gaos riusciranno a fuggire. La fuga di uno di loro è però breve: verrà infatti ucciso da Gamera. Uno degli studiosi che ha analizzato la lastra dona l'amuleto alla figlia Asagi, non sapendo che in tal modo verrà creato un legame psichico tra la ragazza e il mostro. Gamera riesce, mediante le sue potenti sfere al plasma, a distruggere un altro Gaos, ma viene attaccato dall'ultimo mostro rimasto.
Asagi, a causa del suo amuleto, rimane gravemente ferita, al pari di Gamera. Gaos, ormai diventato gigantesco per la grande quantità di sangue assunta, attacca Tokyo. Gamera, ristabilitosi, affronta Gaos in un combattimento che devasta gran parte della città. Asagi scopre di poter trasferire energia psichica a Gamera, che riesce a distruggere Gaos con l'aiuto della ragazza.